# Okręg Dax
Okręg Dax (wym. [daks]; fr. Arrondissement de Dax) – okręg w południowo-zachodniej Francji. Populacja wynosi 200 tysięcy.

## Podział administracyjny
W skład okręgu wchodzą następujące kantony:
- Amou,
- Castets,
- Dax-Nord,
- Dax-Sud,
- Montfort-en-Chalosse,
- Mugron,
- Peyrehorade,
- Pouillon,
- Saint-Martin-de-Seignanx,
- Saint-Vincent-de-Tyrosse,
- Soustons,
- Tartas-Est,
- Tartas-Ouest.